# Шибовац
Шибовац (чеш. Šibovec) је насељено место у саставу општине Сирач, у Бјеловарско-билогорској жупанији, Република Хрватска.

## Историја
До територијалне реорганизације у Хрватској налазио се у саставу старе општине Дарувар.

## Становништво
На попису становништва 2011. године, Шибовац је имао 214 становника.

## Попис 1991.
На попису становништва 1991. године, насељено место Шибовац је имало 324 становника, следећег националног састава:
| Попис 1991.‍  | Попис 1991.‍  | Попис 1991.‍ | Попис 1991.‍ | Попис 1991.‍ |
| ------------ | ------------ | ----------- | ----------- | ----------- |
|              |              |             |             |             |
| Чеси         | Чеси         |             | 147         | 45,37%      |
| Срби         | Срби         |             | 78          | 24,07%      |
| Хрвати       | Хрвати       |             | 32          | 9,87%       |
| Југословени  | Југословени  |             | 28          | 8,64%       |
| Бугари       | Бугари       |             | 2           | 0,61%       |
| остали       | остали       |             | 3           | 0,92%       |
| неопредељени | неопредељени |             | 16          | 4,93%       |
| регион. опр. | регион. опр. |             | 2           | 0,61%       |
| непознато    | непознато    |             | 16          | 4,93%       |
| укупно: 324  |              |             |             |             |